# И, треснув, зеркало звенит…
«И, тре́снув, зе́ркало звени́т…» (англ. The Mirror Crack'd from Side to Side) — детективный роман Агаты Кристи, впервые опубликованный в 1962 году издательством Collins Crime Club. Действие романа происходит в вымышленной английской деревушке Сент-Мери-Мид, расследование ведет Мисс Марпл. В основу детективной интриги романа положен реальный факт: актриса Джин Тирни, во время беременности заразившаяся от поклонницы краснухой, родила дочь-инвалида. В русском переводе роман также выходил под названиями «Зеркало треснуло», «Разбилось зеркало, звеня», «…И в трещинах зеркальный круг», «Разбитое пополам зеркало», «Треснувшее зеркало».

## История названия
Название романа позаимствовано из строк стихотворения английского поэта Альфреда Теннисона «Волшебница Шалот» (англ. The Lady of Shalott). Отрывок стихотворения является эпиграфом к роману:

Порвалась ткань с игрой огня,

Разбилось зеркало, звеня.

«Беда! Проклятье ждёт меня!» —

Воскликнула Шалот

Со звоном треснуло стекло

И ветром на пол ткань смело.

«Проклятье на меня легло!» —

Воскликнула Шелот

На паутине взмыл паук,

И в трещинах зеркальный круг.

Вскричав «Злой рок!» —

Застыла вдруг

Леди из Шаллота

Роман также оканчивается цитатой из стихотворения Теннисона, которую декламирует Мисс Марпл с намёком на главную героиню:

Подумав, молвил не спеша:

«Лицом, как ангел, хороша,

Да упокоится душа

Волшебницы Шалот!»

## Сюжет
На приёме, устроенном поселившейся в Сэнт-Мэри-Мид американской кинозвездой Мариной Грегг, внезапно умирает Хизер Бэдкок — её коктейль отравлен большой дозой успокоительного. У Хизер, нелепой пожилой болтушки, нет никаких врагов, никто не заинтересован в её смерти. Выясняется, что бокал, выпитый Хизер, изначально предназначался Марине, к тому же сама актриса сообщает о поступавших к ней угрозах. Полиция считает, что именно кинозвезда была целью убийцы, и начинает поиски убийцы в окружении Марины.
Мисс Марпл изучает прошлое кинозвезды, узнаёт о недоброжелателях, которые могли бы желать её смерти, находит нити, связывающие её с другими жителями деревушки. Однако она всё время возвращается в своих размышлениях к характеру погибшей. Хизер была очень самоуверенна и бесцеремонна, никогда не задумывалась, как воспринимают её слова и действия; такие люди могут легко вызвать чью-нибудь ненависть, даже не заметив этого. Свидетели говорят, что Марина в разговоре с Хизер на миг потеряла самообладание, как будто вдруг получила неожиданное ужасное известие. Что привело её в такое состояние?
Тем временем муж Марины Джейсон Радд предъявляет полиции новые записки с угрозами и образец кофе, который Марина отказалась пить из-за «странного вкуса»; в кофе оказывается мышьяк. Секретарь Радда, Элла Зилински, умирает от отравления цианидом, подмешанным в лекарство от аллергии. Вскоре после этого убивают дворецкого Джузеппе, перед этим под явно вымышленным предлогом ездившего в Лондон. Похоже, что оба убитых пытались кого-то шантажировать. Но кого и чем?
Мисс Марпл удаётся узнать, что именно говорила Хизер Бэдкок Марине: она рассказала, как в молодости однажды, будучи больна краснухой, встала с постели и пошла на её выступление, пробилась к сцене, пожала руку Марины и получила её автограф.
Картина складывается, мисс Марпл делает вывод: убийцей была сама Марина Грегг. Много лет назад её долгожданный сын родился умственно отсталым из-за того, что во время беременности Марина перенесла краснуху. С тех пор она изводила себя мыслями о причинах заражения. Услышав рассказ Хизер Бэдкок Марина была сражена, поняв, что трагедия произошла из-за безответственности случайной поклонницы, и эта поклонница сейчас стоит перед нею. Успокоительное было у Марины с собой, она знала, что его передозировка смертельна. Она растворила в собственном бокале смертельную дозу лекарства, «случайно» опрокинула бокал собеседницы и в качестве компенсации отдала ей свой, а позже рассказала полиции о мнимых угрозах, уверив всех, что целью убийцы была она сама. Она же убила Эллу Зилински и Джузеппе, чтобы избавиться от свидетелей и укрепить уверенность полиции в том, что ей угрожает опасность. Джейсон Радд знал правду, но всеми силами пытался спасти жену, которую очень любил.
Когда разобравшаяся в деле мисс Марпл и инспектор Крэддок приходят в Госсингтон-холл, где поселились Марина с мужем, они опаздывают: им сообщают, что актриса умерла во сне от чрезмерной дозы снотворного. Остаётся неизвестным, было это случайностью, самоубийством, или это сделал Джейсон Радд, поняв, что не сможет уберечь жену от возмездия и защитить окружающих от неё самой.

## Действующие лица
- Мисс Марпл — пожилая, но умная дама, жительница Сент-Мэри Мид
- Марина Грегг — немолодая известная американская актриса, удалившаяся из Голливуда в английскую провинцию
- Хизер Бэдкок — секретарь благотворительного объединения
- Джейсон Радд — муж Марины Грегг, режиссёр
- Лола Брюстер — стареющая кинозвезда, конкурентка Марины Грегг
- Долли Бэнтри — друг мисс Марпл и бывший владелец особняка Госсингтон
- Дермот Крэддок — старший инспектор
- Доктор Хейдок — врач мисс Марпл
- Элла Зайлински — секретарь Марины Грегг
- Артур Бэдкок — муж Хизер Бэдкок
- Хейли Престон — помощник по рекламе
- Доктор Гилкрист — врач
- Джузеппе — дворецкий
- Глэдис Диксон — повариха в киностудии Радда
- Миссис Диксон — её мать

## Экранизации
Роман был экранизирован несколько раз. В 1980 году он лёг в основу фильма «Зеркало треснуло». Роль Мисс Марпл исполнила американская актриса Анджела Лэнсбери. В роли Марины Грегг (по фильму Марина Радд) снялась звезда Голливуда Элизабет Тэйлор. В фильме также задействованы Ким Новак и Тони Кёртис.
В 1992 году телекомпания BBC сняла эпизод телесериала «Мисс Марпл», основанный на романе. В роли Мисс Марпл — Джоан Хиксон. В роли Марины Грегг снялась британская актриса Клер Блум.
В 2011 году телекомпания ITV Studios сняла эпизод телесериала «Мисс Марпл Агаты Кристи» с Джулией Маккензи в роли Мисс Марпл. В роли Марины Грегг снялась шотландская актриса Линдси Дункан.